# 絆 -再びの空へ-Blue Impulse
『絆 -再びの空へ-Blue Impulse』（きずな ふたたびのそらへ ブルーインパルス）は、東日本大震災を題材としたドキュメンタリー映画。

## 概要
震災後2週間の東松島市に車を走らせ、2年以上にわたって記録された取材映像を基にした録した。
2014年3月8日公開。上映時間101分。制作：有限会社バナプル／株式会社1991。

## ストーリー
東日本大震災発生当時、ブルーインパルスの所属する宮城県松島基地には津波が押し寄せ、全ての航空機が壊滅的な被害を受けた。しかしブルーインパルスは、展示飛行のために別の基地へ展開しており、奇跡的に難を逃れる。修羅場に変わった松島基地へ身一つで戻った隊員たちは、自身も家族も被災者でありながら職務を果たすため、基地周辺被災地の復旧活動と民生支援に没頭した。
震災から3ヵ月後、北九州の航空自衛隊芦屋基地で、技量回復のために移動訓練が行われた。災害派遣は引き続き行われ、被災地はまだまだ厳しい状況の中、チーム復活への取り組みが始まる。
「本当に自分たちは飛んでいいのか？」「飛ぶことが復興につながるのか？」さまざまな葛藤の中で、ブルーインパルスは多くの人たちに支えられ復活していく。隊員たちは訓練を重ねながら、マザーベース松島基地へ帰還する日を、心に強く思い描いていた。

## スタッフ
- 監督：手塚昌明
- 撮影：山﨑隆一
- 音響：永田秀之・北村早織
- 語り：玉川砂記子